# اعلامیه جوئی
اعلامیه جوئی (به ژاپنی: 寿永の宣旨 Juei no Senji)، اعلامیه ای بود که توسط دربار امپراتوری به میناموتو نو یوریتومو در اکتبر ۱۱۸۳ ارسال شد. گفته می‌شود که امپراتور، از یوریتومو برای پرداخت کالاهای رسمی و مالیات سالانه از اربابان عمومی در استان‌های شرقی تضمین گرفت و در عین حال حق یوریتومو برای حکومت بر استان‌های شرقی را رسماً به رسمیت شناخت. همچنین به عنوان  اعلامیه ماه دهم سال دوم جوئی 寿永二年十月宣旨 شناخته می‌شود.
اگرچه هیچ مطلب تاریخی موجود نیست که متن اصلی این اعلامیه را به درستی بیان کند، اما «هیاکورنشو» و «گیوکویو» تا به امروز اصل آن را بیان کرده‌اند.
در روز چهاردهم ماه دهم، او اعلامیه‌ای داد مبنی بر این که مالیات سالانه ولایت‌های ولایت توکای و هیگاشی یاما، زیارتگاه‌ها و معابد و املاک رؤسای سلطنتی باید مانند گذشته از اربابان پیروی کنند. این امر به اقدامات یوریتومو نیز بستگی دارد.